# بلبل شاه
سیٌد شرف‌الدٌین عبدالرَحمان شاه مشهور به بُلبُل شاه عارف و صوفی طریقهٔ سهروردیه و از مشایخ کشمیر در سدهٔ چهاردهم میلادی (هشتم هجری قمری) بود.
وی در کشمیر به «بلبل شاه» معروف است، اما او را «بلال شاه» و «بابا بلال» نیز خوانده‌اند. در منابع موجود، اطلاعات چندانی دربارهٔ تاریخ ولادت، خاستگاه و دوران کودکی و جوانی وی یافت نمی‌شود، تنها این را می‌دانیم که از سادات موسوی بود و چندی در بغداد می‌زیست؛ دیگر آنکه، دوبار از ترکستان به کشمیر رفت: نخستین‌بار در دوران حکومت سوهادیوه بر کشمیر، و بار دیگر در ۷۲۵ قمری که این بار در آنجا سکنی گزید و ازاین‌رو، با نام شرف‌الدین حسینی کشمیری و شرف‌الدین ترکستانی نیز از وی یاد شده‌است.